# Piața Constituției
Piața Constituției (en romanès "Plaça de la Constitució") és una de les places més grans del centre de Bucarest (Romania).
La plaça es troba cara a cara amb el Palau del Parlament (edifici més gran d'Europa) i està dividida en dos per Bulevardul Unirii (Union Boulevard) i per Bulevardul Libertății (Liberty Bvd.). La plaça és un dels millors llocs per organitzar concerts i cercaviles de Bucarest. Cada any, l'alcalde de Bucarest organitza la festa de Cap d'Any en aquesta plaça. La plaça també s'utilitza per acollir desfilades militars en honor al Dia Nacional de Romania.